# La Correspondencia Militar
La Correspondencia Militar, también conocido como La Correspondencia, fue un diario publicado en Madrid, entre 1877 y 1932. Durante su existencia mantuvo una línea editorial belicista y de defensa de los intereses corporativos del Ejército.

## Historia
Fue fundado en el año 1877 por el comandante Emilio Prieto Villarreal. Su ideario fue belicista en todos los episodios bélicos de la guerra colonial de finales del siglo XIX, además de su conservadurismo político y de la defensa de los intereses corporativistas del ejército. En este sentido destacaría su campaña en defensa de la Ley de Jurisdicciones en el año 1909. Hacia 1913 tenía una tirada de unos dieciséis mil ejemplares. Durante la Primera Guerra Mundial se decantó por una posición germanófila. A partir de 1917 se convirtió de hecho en el portavoz de las Juntas de Defensa. Su anterior director, el comandante Julio Amado dejó paso a Evaristo Romero al frente de la publicación, aunque Amado siguió marcando el ideario. En los años veinte su tirada descendió de forma considerable.
A sugerencia del entorno de Alfonso XIII y el dictador Miguel Primo de Rivera, el empresario mallorquín Juan March llegaría a entregar un total de 100.000 pesetas con el objetivo de sanear la maltrecha economía del diario. Sin embargo, viendo que era un negocio ruinoso, March puso fin a su ayuda en noviembre de 1926.
En 1928 se fusionó con otra publicación militar, El Ejército Español, de ideología ultraconservadora, fundada en 1888. Fue una de las pocas publicaciones de género militar que sobrevivieron a la instauración de la Segunda República. Hacia 1932, pasó a titularse simplemente La Correspondencia. Su director en el periodo republicano fue el teniente coronel Emilio Rodríguez Tarduchy, que en diciembre de 1933 fundaría la Unión Militar Española. Desde sus páginas se atacó a la República, lo que le valió varias suspensiones. Dejó de publicarse en 1932, tras su implicación en La Sanjurjada del 10 de agosto.